# Marea Ducesă Anna Pavlovna a Rusiei
Marea Ducesă Anna Pavlovna a Rusiei (rusă Анна Павловна; 18 ianuarie 1795 – 1 martie 1865) a fost regină a Țărilor de Jos.

## Familie
A fost al optulea copil și a șasea fiică a țarului Pavel I al Rusiei și a Mariei Feodorovna.
Frații săi erau:
- Alexandru I, Țar al Rusiei (1777–1825), căsătorit cu Luise de Baden (1779–1826); au avut două fiice, ambele au murit în copilărie.
- Constantin Pavlovici Marele Duce (1779–1831), căsătorit cu Prințesa Juliane de Saxa-Coburg-Saalfeld (1781–1860) și a doua oară cu Ioanna Grudzińska (1799–1831). Nu a avut copii.
- Alexandra Pavlovna Mare Ducesă (1783–1801) căsătorită cu Arhiducele Joseph, Palatin al Ungariei (1776–1847); au avut o fiică (a murit la naștere)
- Elena Pavlovna Mare Ducesă (1784–1803) căsătorită cu Friedrich Ludwig, Mare Duce de Mecklenburg-Schwerin (1778–1819); au avut doi copii.
- Maria Pavlovna Mare Ducesă (1786-1859) căsătorită cu Karl Friedrich, Mare Duce de Saxa-Weimar-Eisenach, a avut patru copii.
- Ecaterina Pavlovna Mare Ducesă (1788–1819) căsătorită cu Georg, Duce de Oldenburg (1784–1812), au avut doi fii; căsătorită a doua oară cu Wilhelm I de Württemberg (1781–1864), au avut două fiice.
- Olga Pavlovna (22 iulie 1792 – 26 ianuarie 1795).
- Nicolae I, Țar al Rusiei (1796–1855), căsătorit cu Charlotte a Prusiei (1798–1860), au avut zece copii.
- Mihail Pavlovici, Mare Duce (1798–1849), căsătorit cu Elena Pavlovna de Württemberg 1807–1873), au avut cinci copii.

Împăratul Napoleon I al Franței i-a cerut mâna însă a fost refuzat.

## Căsătorie
La 21 februarie, la Palatul de Iarnă din Sankt Petersburg, s-a căsătorit cu Prințul William de Orange, care va deveni mai târziu regele William al II-lea al Olandei. După căsătorie și-a păstrat propria religie. Cuplul a rămas în Rusia un an de zile.
Anna Pavlovna a fost șocată de diferența dintre Rusia și noua ei țară, în special atunci când era vorba de nivelul social, unde diferența dintre regalitate și cetățeni nu era așa de mare ca în Rusia iar ea a avut dificultăți de adaptare la acest lucru. Cuplul a trăit la Bruxelles până când revoluția belgienilor i-a forțat să părăsească orașul în 1830. Căsătoria a fost furtunoasă. În 1829, mai multe piese din bijuteriile ei au fost furate, iar ea și-a suspectat soțul de furt. Aventurile soțului ei a creat conflicte în mariaj; s-au separat până în 1843.
La 7 octombrie 1840, la abdicarea socrului ei, William I al Olandei, Anna Pavlovna a devenit regină a Olandei. Ca regină, Anna a fost descrisă ca fiind demnă, maiestoasă și distanțată de popor. Ca regină mamă a trăit o viață discretă.
A fost mama viitorului rege William al III-lea al Olandei.